# おおさきFM
株式会社おおさきFM（おおさきエフエム）は、鹿児島県曽於郡大崎町、肝属郡東串良町、肝付町、および、志布志市、鹿屋市の各一部地域を放送区域として超短波放送（FM放送）を行う特定地上基幹放送事業者である。
FMおおさきの愛称で2022年3月21日に開局した。

## 概要
| 周波数  | 送信出力     | 放送時間              |
| ------- | ------------ | --------------------- |
| 89.9MHz | 10W(ERP6.7W) | 月曜-金曜 08:00-19:00 |

もともと曽於市のSOO Good FMでパーソナリティを務めていた水流江里子が、株式会社おおさきFMを設立し、開局に取り組んだ。会社設立は、2020年12月であった。SOO Good FMと同じく、開局支援にはFMきらら（山口県宇部市のコミュニティ放送局）が母体となって設立された合同会社コミュニティメディア開発推進機構が携わっている。FMきららと同様に「全時間帯生放送」の方式で運用されている（エフエムきらら#きらら方式も参照）。
2022年（令和4年）3月2日には町と災害時等における緊急放送に関する協定を締結、3月18日に特定地上基幹放送局の免許を取得して、3月21日正午に開局した。
放送時間は限られており、2022年3月の開局時点では平日は朝9時から夕方6時（土曜は夕方4時）まで、日曜は放送休止。現在は月曜〜金曜の朝8時から夜7時まで放送、土日は放送休止となっている。
スタッフは7名だけで、全員がパーソナリティも営業もこなす。また、社長の水流は、放送局長も兼ねている。

### 自社制作番組
2025年4月時点の番組表に基づく（なお、2022年7月を最後に公式ウェブサイトの更新が滞っている）。最新の番組表は大崎町などで無料配布している季刊のフリーペーパー「ClubおおさきMAGAZINE899」に掲載している。
- おはようRadio（月曜 - 金曜 8:00 - 9:00）
- 役場インフォメーション（月曜 - 金曜 8:30頃）
- Brand new days（月曜 - 金曜 9:00 - 10:00）T&T事業協同組合[8]提供
- ひと息つい Ciao（月曜 - 木曜 10:00 - 11:00）
- むじょか♪ムジカ（金曜 10:00 - 11:00）
- 丸ごとアルバム（月曜 - 金曜 11:00 - 12:00、13:00 - 14:00、16:00 - 17:00）
- はなさきランチ（月曜、木曜 - 金曜 12:00 - 13:00）
- 大崎町役場Times（火曜 12:00 - 13:00）大崎町役場提供
- 野菜ソムリエ　ことちゃん（水曜 12:00 - 13:00）JAそお鹿児島提供
- 午後もお耳をはいしゃく（月曜 - 金曜 14:00 - 15:00）
- 三浦房範の「愛する人を守る防災ワンポイント講座」（月曜 - 金曜 14:30頃）
- Tea time mix（月曜 - 金曜 15:00 - 16:00）
- その時がきても（第四木曜 16:00 - 17:00）今福石材店（株）、今福葬祭花香社提供
- Sunset wave osaki（月曜 - 水曜 17:00 -19:00、金曜 17:00 - 18:00）
- スポーツ catch up!（木曜 17:00 - 18:00）
- 晩酌交友訳（第一・第三火曜 18:00 -19:00）
- ともこ&ゆかいな仲間とゴルフ日和（第二・第四木曜 18:00 -19:00）
- Back to the おおさき（金曜 18:00 - 19:00）

### ベリカード
おおさきFMではベリカードを発行している。受信報告書を制作し返信用切手110円を同封して送付するとベリカードが送られてくる。